# تاريخ القانون
إن التاريخ القانوني أو تاريخ القانون هو دراسة كيفية تطور القانون وأسباب تغيره. ويرتبط التاريخ القانوني ارتباطًا وثيقًا بتطور الحضارات ويقع في السياق الأوسع للتاريخ الاجتماعي. كان بعض الفقهاء والمؤرخين للعملية القانونية ينظرون للتاريخ القانوني على أنه تسجيل لتطور القوانين والتفسير العملي لكيفية تطور هذه القوانين مع فهم أفضل لأصول المفاهيم القانونية المختلفة، فيما يعتبره البعض فرعًا من فروع التاريخ الفكري. ونظر مؤرخو القرن العشرين إلى التاريخ القانوني بطريقة أكثر سياقية تتماشى مع تفكير للتاريخ الاجتماعي. فقد اعتبروا المؤسسات القانونية نظمًا معقدة من القوانين، واللاعبين، والرموز واعتبروا أن هذه العناصر تتفاعل مع المجتمع لتغير مفاهيم معينة من المجتمع المدني أو تبنيها أو مقاومتها أو تعزيزها. واتجه هؤلاء المؤرخون القانونيون لتحليل تاريخ القضية من منظور أبحاث العلوم الاجتماعية، وذلك باستخدام أساليب إحصائية، وتحليل الفوارق الطبقية بين الخصوم، والملتمسين، ولاعبين آخرين في العمليات القانونية. من خلال تحليل نتائج القضايا، وتكاليف المعاملات، وعدد القضايا التي تمت تسويتها، شرعوا في تحليل المؤسسات القانونية، والممارسات، والإجراءات، والمذكرات التي تعطينا صورة أكثر تعقيدًا للقانون والمجتمع من التي يمكن أن تصل إليها دراسة الفقه القانوني، والسوابق القضائية، والقوانين المدنية.

## العالم القديم
كان للقانون المصري، الذي يرجع تاريخه إلى 3000 سنة قبل الميلاد، قانون مدني مقسم إلى ما يقرب من اثني عشر كتابًا. فقد اعتمد على مفهوم ماعت، ومتميزًا بالتقاليد، والخطاب البلاغي، والمساواة المجتمعية، وعدم التحيز. وبحلول القرن الثاني والعشرين قبل الميلاد، قام أور نمو، وهو حاكم سومري قديم، بصياغة أول مدونة قوانين، تتكون من بيانات إفتاء («لو إذن»). وفي عام 1760 قبل الميلاد تقريبًا، أضفى الملك حامورابي مزيدًا من التطور على القانون البابلي، عن طريق تدوينه على حجر. ووضع حامورابي نسخًا متعددة من مدونة قانونه في جميع أرجاء مملكة بابل كلوحات، يراها جمهور الناس بالكامل، وعرف ذلك بشريعة حمورابي. اكتشف عالم الآثار البريطاني النسخة الأكثر سلامة من هذه اللوحات في القرن التاسع عشر، ومنذ ذلك الحين تمت ترجمتها بالكامل للغات مختلفة، بما فيها الإنجليزية، والألمانية، والفرنسية. وكانت أثينا القديمة، عاصمة اليونان، أول مجتمع يعتمد على استيعاب واسع للمواطنين، بما في ذلك النساء وطبقة العبيد. ولم يكن بأثينا علوم قانونية، ولم يكن باليونانية القديمة كلمة تطلق على «القانون» كمفهوم مجرد، عوضًا عن ذلك كانت تفرق بين القانون الإلهي (thémis)، والمرسوم الإنساني (nomos) والعرف (díkē). ومع ذلك احتوى القانون اليوناني القديم على ابتكارات دستورية في تطور الديمقراطية.

## جنوب آسيا
تمثل كل من الهند القديمة والصين تقاليد قانونية متميزة، كما أن لديهما مدارس تاريخية مستقلة من الناحية النظرية القانونية والتطبيق. كانت أرثاشاسترا (Arthashastra)، التي يرجع تاريخها إلى عام 400 قبل الميلاد، ومانوسمريتي (Manusmriti)، التي ترجع إلى عام 100 ميلاديًا، أطروحتان مؤثرتان في الهند، ونصوصًا كان يتم التعامل معها كدليل قانوني معتمد. كانت فلسفة مانو المركزية، التي استشهدت بها جميع أنحاء جنوب شرق آسيا، هي التسامح والتعددية. ولكن تم وضع القانون العام بدلاً من التعاليم الهندوسية، والشريعة الإسلامية عندما أصبحت الهند جزءًا من الإمبراطورية البريطانية. ولقد تبنت كل من ماليزيا، وبوروندي سينغافورا، وهونغ كونغ القانون العام.

## آسيا الشرقية
إن تقاليد شرق آسيا القانونية تعكس مزيجًا فريدًا من التأثيرات العلمانية والدينية. حيث كانت اليابان أول دولة تبدأ في تحديث نظامها القانوني على أسس غربية، من خلال استيراد أجزاء من الفرنسي، ولكن معظمه من القانون المدني الألماني. وانعكس هذا جزئيًا على وضع ألمانيا كقوة صاعدة في أواخر القرن التاسع عشر. وبالمثل، اتخذ القانون الصيني التقليدي طريقًا نحو التغريب في السنوات الأخيرة من أسرة تشينغ (Ch'ing dynasty) في شكل ست مدونات قوانين خاصة تعتمد في الأساس على النموذج الياباني للقانون الألماني. واليوم يحتفظ القانون التايواني بأقرب صلة بالمدونات القانونية لهذه الفترة، وبسبب الانقسام بين القوميين التابعين لشيانغ كاي شيك (Chiang Kai-shek)، الذين فروا إلى هناك، والشيوعيين التابعين لماو تسيتونغ ((Mao Zedong)) الذين نجحوا في بسط سلطتهم على البلد في عام 1949، أصبح الهيكل القانوني الأساسي الحالي في جمهورية الصين الشعبية متأثرًا بشكل كبير بالقانون الاشتراكي السوفيتي، والذي يضخم من شأن القانون الإداري على حساب حقوق القانون الخاص. واليوم، بالرغم من ذلك، بدأت الصين في إجراء إصلاحات نظرًا للتصنيع المتسارع، على الأقل من ناحية الحقوق الاقتصادية (إن لم يكن من ناحية الحقوق الاجتماعية والسياسية). ومثل قانون العقود الجديد في عام 1999 اتجاهًا بعيدًا عن الهيمنة الإدارية. وعلاوة على ذلك، وبعد خمسة عشر عامًا من المفاوضات، انضمت الصين في عام 2001 إلى منظمة التجارة العالمية.
- كتاب الياسق (Yassa) للإمبراطورية المغولية

## الشريعة الإسلامية
تعد القانون الإسلامي والفقه أحد النظم القانونية الرئيسية التي تطورت خلال العصور الوسطى. فقد تم تطوير عدد من المؤسسات القانونية من قبل الفقهاء المسلمين خلال الفترة الكلاسيكية القانون الإسلامي والفقه، مثل الحوالة، وهي نظام رسمي لنقل القيمة، والذي تم ذكره في نصوص الفقه الإسلامي في بداية القرن الثامن. ولقد أثرت الحوالة نفسها في تطور الضمان (Aval) فيالقانون المدني الفرنسي والإقرار Avallo في القانون الإيطالي.

## القوانين الأوروبية

### الإمبراطورية الرومانية
كان القانون الروماني متأثرًا بشكل كبير بالتعاليم اليونانية. فهو يشكل جسرًا نحو قوانين العالم الحديث، على مر القرون بين صعود وانهيار الإمبراطورية اليونانية. كان القانون الروماني، في أيام الجمهورية الرومانية وإمبراطورية، إجرائيًا بشكل كبير ولم يكن هناك طبقة قانونية مهنية. فبدلاً من ذلك، كان يتم اختيار شخص عادي، iudex ليقوم بالفصل. لم يتم الإبلاغ عن أية سابقة، لذا كان يتم نكران أية سوابق قضائية وعدم الاعتراف بها تقريبًا. كان يتم الفصل من جديد في كل قضية من قانون الدولة، مما يعكس عدم الأهمية (النظرية) لأحكام القضاة للقضايا المستقبلية في نظم القانون المدني اليوم. وخلال القرن السادس الميلادي في الإمبراطورية الرومانية الشرقية، دون الإمبراطور جستينيان ((Justinian)) القوانين التي كانت موجودة بروما وتوحيدها لذا ما تبقي هو واحد وعشرون من كتلة النصوص القانونية السابقة. أصبح ذلك معروفًا باسم القانون الروماني المدني. وكما كتب أحد المؤرخين القانونيين، «نظر جستينيان بوعي إلى العصر الذهبي للقانون الروماني وأراد إعادته إلى الذروة التي وصل إليها قبل ثلاثة قرون.»

### العصور الوسطى

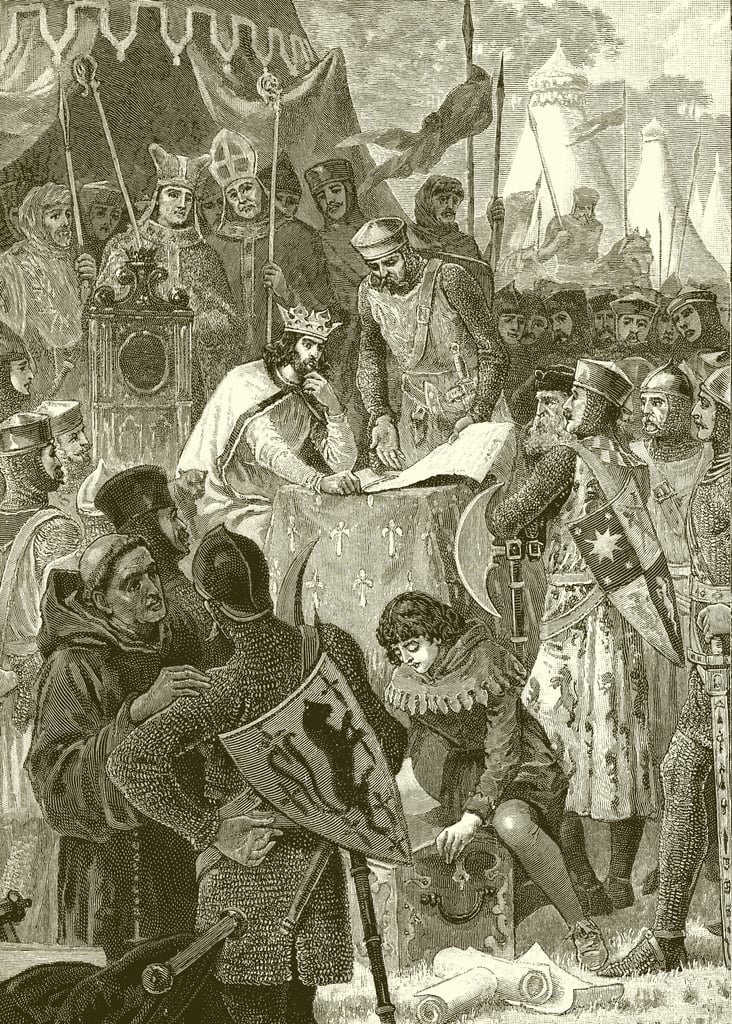
توقيع جون (John) ملك إنجلترا على الميثاق العظيم (ماجنا كارتا)

أثناء الإمبراطورية البيزنطية تم توسيع قانون جاستينيان وظل معمولا به حتى سقوط الإمبراطورية، على الرغم أنه لم يتم تقديمه للغرب بصفة رسمية. بدلاً من ذلك في أعقاب سقوط الإمبراطورية الغربية وفي البلاد الرومانية السابقة، اعتمدت الطبقات الحاكمة على القانون الثيودوسي لتنظيم قانون عرفي المواطنين والألمانيين للألمانيين الوافدين ـ نظام عرف بقانون الشعب (folk-right) ـ عن طريق توحيد القانونين ومزجهما معًا. ومنذ انهيار نظام المحاكم الروماني، كان يتم الفصل في المنازعات وفقًا للعرف الألماني بواسطة مجالس إرنيد (lrned) المتحدثين باسم القانون (lawspeakers) في مراسم صارمة وبمرافعات شفوية اعتمدت كثيرًا على الشهادة. بعدما توحدت كثير من البلدان الأوروبية تحت شارلمان، أصبح القانون مركزيًا لأجل تقوية نظام المحاكم الملكية، وبالتالي السوابق القضائية، وإلغاء قانون الشعب. ومع ذلك، بمجرد انشقاق مملكة شارلمان نهائيًا، أصبحت أوروبا إقطاعية، وأصبح القانون لا يسري بشكل عام على المقاطعة، أو البلدية أو السيادة، مما نتج عنه ثقافة قانونية شديدة اللامركزية خدمت تطوير القانون العرفي القائم على السوابق القضائية المحلية. ومع ذلك، ففي القرن الحادي عشر، عاد الصليبيون الذين نهبوا الإمبراطورية البيزنطية بالنصوص القانونية البيزنطية بما فيها قانون جاستينيان، وكان علماء جامعة بولونيا أول من استخدم هذه القوانين لتفسير القوانين العرفية الخاصة بهم. بدأ علماء القرون الوسطى الأوروبيون البحث في القانون الروماني واستخدام مفاهيمه ومهدوا الطريق للبعث الجزئي للقانون الروماني (نظام قانوني) قانون مدني حديث في جزء كبير من العالم. ومع ذلك، كان هناك قدر كبير من المقاومة لكي يضاهي القانون المدني القانون العرفي في معظم أواخر العصور الوسطى. بعد الغزو النورمندي لإنجلترا، الأمر الذي أدخل المفاهيم القانونية النورمندية في إنجلترا إبان العصور الوسطى، طورت أحكام الملوك الإنجليزيين القوية مجموعة من السوابق القضائية التي أصبحت القانون العام. على وجه الخصوص، أجرى هنري الثاني (Henry II) إصلاحات قانونية وطور من نظام المحاكم الملكية التي كان يديرها عدد صغير من القضاة الذين عاشوا في ويستمينستر وسافروا في جميع أنحاء المملكة. أنشأ هنري الثاني أيضًا قانون كلارندون في عام 1166، والذي سمح بهيئة المحلفين وقلل من عدد محاكمات عن طريق القتال. تعهد لويس التاسع (Louis IX) ملك فرنسا أيضًا بإجراء إصلاحات قانونية كبيرة للمحاكم الملكية، مستوحاة من إجراءات المحكمة الكنسية، وأدلة القانون الكنسي الممتدة، ومحاكمات أنظمة محاكمات التحقيق. كذلك لم يعد القضاة ينتقلون إلي دوائر ثابتة في نطاق صلاحيتهم، وتم ترشيح المحلفين من قبل أطراف النزاع القانوني بدلاً من عمدة المدينة. بالإضافة إلى ذلك، بحلول القرن العاشر، تشكل القانون التجاري، لأول مرة في الأعراف التجارية الخاصة إسكندنافي، ثم تم تعزيزها بواسطة الرابطة الهانزية، لكي يتمكن التجار من ممارسة أعمالهم التجارية باستخدام معايير مألوفة، بدلاً من أنواع القوانين المحلية المتعددة المنقسمة. وتمهيدًا للقانون التجاري الحديث، أكد القانون التجاري على حرية التعاقد وحقوق الملكية.

### القانون الأوربي الحديث
يعتبر التقليدان الأساسيان للقانون الأوروبي الحديث هما تقنين النظم القانونية لمعظم دول أوروبا، والتقليد الإنجليزي المستند إلى السوابق القضائية.
وبنمو القومية في القرن الثامن عشر والتاسع عشر، تم إدراج القانون التجاري (lex mercatoria) في القوانين المحلية للبلاد تحت مظلة قوانين مدنية جديدة. من هذه القوانين، قانون نابليون الفرنسي والقانون المدني الألماني اللذين أصبحا أكثر القوانين تأثيرًا. على عكس القانون العام الإنجليزي، والذي يتألف من مجلدات ضخمة من السوابق القضائية، فإنه يسهل تصدير مدونات القانون المدرجة في الكتب الصغيرة كما يسهل على القضاة تطبيقها. ومع ذلك، يوجد اليوم دلائل على تقارب القانون المدني والقانون العام. تم تدوين قانون الاتحاد الأوروبي في معاهدات، ولكنه يتطور من خلال الجلسات السابقة التي قامت بها محكمة العدل الأوروبية.

## الولايات المتحدة
تطور نظام الولايات المتحدة القانوني بشكل أساسي من نظام القانون الإنجليزي العام (باستثناء ولاية لويزيانا، التي استمرت في تطبيق الذي يتبع نظام القانون المدني الفرنسي بعد اعتماده من الدولة). لا تزال بعض مفاهيم القانون الإسباني، مثل مبدأ الاعتماد السابق وملكية المجتمع، قائمة في بعض الولايات الأمريكية، بالأخص تلك التي كانت جزءًا من التنازل المكسيكي عام 1848.
وفقًا لمبدأ فدرالية، فإن لكل ولاية نظام محاكم منفصل، والقدرة على التشريع داخل المناطق غير مقصورة على حكومة فيدرالية.

## كتابات أخرى
- The Oxford international encyclopedia of legal history, Oxford University Press, 2009
- Potz, Richard: Islam and Islamic Law in European Legal History, European History Online, Mainz: Institute of European History, 2011, retrieved: November 28, 2011.

## وصلات خارجية
- The Legal History Project (Resources and interviews)
- Some legal history materials
- The Schoyen Collection
- The Roman Law Library by Yves Lassard and Alexandr Koptev.
- CHD Centre for Legal History نسخة محفوظة 21 يوليو 2011 على موقع واي باك مشين. - Faculty of Law, University of Rennes 1
- Centre for Legal History - Edinburgh Law School
- The European Society for History of Law
- Collection of Historical Statutory Material - Cornell Law Library
- Historical Laws of Hong Kong Online نسخة محفوظة 28 يونيو 2007 على موقع واي باك مشين. - University of Hong Kong Libraries, Digital Initiatives
- Basic Law Drafting History Online -University of Hong Kong Libraries, Digital Initiatives